# Кросс-Лейк 19E
Кросс-Лейк 19E (англ. Cross Lake 19E) — індіанська резервація в Канаді, у провінції Манітоба, у межах невключеної частини переписної області №22.

## Населення
За даними перепису 2016 року, індіанська резервація нараховувала 846 осіб, показавши зростання на 24,0%, порівняно з 2011-м роком. Середня густина населення становила 89,6 осіб/км².
З офіційних мов обидвома одночасно не володів жоден з жителів, тільки англійською — 845. Усього 335 осіб вважали рідною мовою не одну з офіційних, з них усі — одну з корінних мов.
Працездатне населення становило 46,7% усього населення, рівень безробіття — 32%.
Середній дохід на особу становив $21 484 (медіана $14 400), при цьому для чоловіків — $19 955, а для жінок $23 095 (медіани — $11 328 та $15 936 відповідно).
21,5% мешканців мали закінчену шкільну освіту, не мали закінченої шкільної освіти — 57%, 21,5% мали післяшкільну освіту, з яких 13% мали диплом бакалавра, або вищий.
| Статево-вікова структура населення | Статево-вікова структура населення | Статево-вікова структура населення | Статево-вікова структура населення | Статево-вікова структура населення |
| ---------------------------------- | ---------------------------------- | ---------------------------------- | ---------------------------------- | ---------------------------------- |
|                                    |                                    |                                    |                                    |                                    |
| Всього                             | Всього                             | 51,2%48,8%                         |                                    |                                    |
| 0 — 14 років                       | 0 — 14 років                       |                                    | 36,9%                              | 36,9%                              |
| 15 — 64 років                      | 15 — 64 років                      |                                    | 58,9%                              | 58,9%                              |
| 65 і більше                        | 65 і більше                        |                                    | 4,2%                               | 4,2%                               |
| Середній вік (років)               | Середній вік (років)               | 26,325,8                           | 26,1                               | 26,1                               |
| Медіана (років)                    | Медіана (років)                    | 21,921,5                           | 21,8                               | 21,8                               |
| — чоловіки — жінки                 |                                    |                                    |                                    |                                    |

| Походження мешканців:     | Походження мешканців:     | Походження мешканців: | Походження мешканців: | Походження мешканців: |
| ------------------------- | ------------------------- | --------------------- | --------------------- | --------------------- |
| Походження                |                           |                       | осіб                  | %                     |
| Корінні американці        | Корінні американці        |                       | 840                   | 99.41%                |
| Інше північноамериканське | Інше північноамериканське |                       | 0                     | 0%                    |
| Європейське               | Європейське               |                       | 70                    | 8.28%                 |
| британське                | британське                |                       | 70                    | 8.28%                 |

## Клімат
Середня річна температура становить -1,5°C, середня максимальна – 21,2°C, а середня мінімальна – -29,3°C. Середня річна кількість опадів – 484 мм.
| Клімат поселення                              | Клімат поселення | Клімат поселення | Клімат поселення | Клімат поселення | Клімат поселення | Клімат поселення | Клімат поселення | Клімат поселення | Клімат поселення | Клімат поселення | Клімат поселення | Клімат поселення | Клімат поселення |
| Показник                                      | Січ.             | Лют.             | Бер.             | Квіт.            | Трав.            | Черв.            | Лип.             | Серп.            | Вер.             | Жовт.            | Лист.            | Груд.            |                  |
| Середній максимум, °C                         | −17,58           | −13,35           | −6,27            | 4,19             | 12,57            | 19,32            | 21,17            | 20,87            | 12,82            | 6,01             | −4,85            | −15,69           |                  |
| Середня температура, °C                       | −23,46           | −19,23           | −12,14           | −1,68            | 6,69             | 13,44            | 17,43            | 17,14            | 9,09             | 2,28             | −8,57            | −19,4            |                  |
| Середній мінімум, °C                          | −29,32           | −25,1            | −18,01           | −7,56            | 0,82             | 7,58             | 13,73            | 13,41            | 5,36             | −1,44            | −12,3            | −23,12           |                  |
| Норма опадів, мм                              | 19               | 17               | 19               | 23               | 43               | 69               | 74               | 72               | 60               | 37               | 26               | 25               |                  |
| Середньомісячна швидкість вітру, м/с          | 3.70             | 3.70             | 3.80             | 4.06             | 4.00             | 3.90             | 3.70             | 3.70             | 4.00             | 4.10             | 3.92             | 3.62             |                  |
| Середньомісячна сонячна радіація, кДж/м²·день | 3164             | 6770             | 12418            | 17634            | 20727            | 21377            | 20750            | 16767            | 10679            | 5924             | 3117             | 2264             |                  |
| --------------------------------------------- | ---------------- | ---------------- | ---------------- | ---------------- | ---------------- | ---------------- | ---------------- | ---------------- | ---------------- | ---------------- | ---------------- | ---------------- | ---------------- |
| Джерело:                                      |                  |                  |                  |                  |                  |                  |                  |                  |                  |                  |                  |                  |                  |